# Vladimir Luxuria
Vladimir Luxuria, eredeti nevén: Wladimiro Guadagno (Foggia, 1965. június 24. –) olasz aktivista, írónő, televíziós műsorvezetőnő, színésznő és politikus.
Férfiként született, de nőként ismert, magát transzneműnek vallja. A második Prodi-kormány parlamenti képviselője volt, emellett Európa első megválasztott transznemű képviselője.

## Élete

### Melegjogi aktivista
Az 1980-as években az LMBT közösség egyik oszlopos aktivistája volt. Tagja volt a Mario Mieli melegjogi aktivista emlékére megalapított homoszexuális kulturális körnek. Később, 1993-tól művészeti igazgatója lett a minden péntek este Rómában megrendezett Muccassassina nevű olasz melegeknek szóló bulisorozatnak. Itt olyan nemzetközi vendégek voltak, mint David LaChapelle, Grace Jones, Rupert Everett és Alexander McQueen. Olaszország első, Rómában 1994-ben tartott melegfelvonulásának egyik szervezője volt.

### Televíziós karrierje
1999–2005 között a Canale 5 csatornán futó Maurizio Costanto Show állandó vendége volt emellett a La7 csatorna Markette – Tutto fa brodo in TV műsorának is volt vendége. 2008-ban megnyerte az Isola dei famosi (Hírességek szigete) című valóságshow 8. évadát.
2015-ben a Miss Italia zsűritagja volt, 2016-ban a Deejay Tv-n futó az Ádám keresi Évát című meztelen valóságshow olasz változatának volt műsorvezetője.

### Politikai pályafutása
2006-ban megválasztották a Camera dei deputati képviselőjének a Kommunista Újjászerveződés Pártja színeiben, Lazio tartomány 1-es számú választókerületéből. Megválasztásával ő lett Olaszország és Európa első transznemű képviselője. 2007-ben jelent meg első könyve Chi ha paura della muccassassina? (Ki fél a Muccassassina asszonyától?) címen, amely addig életéről szól. Ő volt a Rómában tartott Vade Retro "homoszexualitás és művészet" nevű tárlatnak védnöke.
Képviselőként 56 törvénymódosítást nyújtott be, melyből 54-et hagytak jóvá.[forrás?]

## Filmek
- Cena alle nove (1991)
- Come mi vuoi (1996)
- Tutti giù per terra (1996)
- Sono positivo (1998)
- La vespa e la regina (1999)
- Guardami (1999)
- Ponte Milvio (1999)
- Ogni lasciato è perso (2000)
- Mater Natura (2005)
- Gli sposi (2005)
- L'eletta (2006)

## Televíziós műsorok
- Maurizio Costanzo Show (Canale 5, 1995–2005) Visszatérő vendég
- Markette – Tutto fa brodo in TV (LA7, 2004–2008) Állandó vendég
- One Shot Evolution (All Music, 2006)
- L'isola dei famosi 6 (Rai 2, 2008) Győztes
- L'isola dei famosi 8 (Rai 2, 2011) Véleményformáló
- L'isola dei famosi 9 (Rai 2, 2012) Beküldött vendég
- Fuori di gusto (LA7, 2012–2013)
- Colorado (Italia 1, 2013) 2. évad
- Quelli che il calcio (Rai 2, 2013–2014) Meghívott
- Grande Fratello 13 (Canale 5, 2014) Véleményformáló
- Miss Italia 2015 (LA7, 2015) Zsűritag
- L'isola di Adamo ed Eva (NOVE, 2015 óta)
- Maggioranza assoluta (Italia 1, 2016)
- Grand Hotel Chiambretti (Canale 5, 2016) Visszatérő vendég